# NGC 6941
NGC 6941 is een spiraalvormig sterrenstelsel in het sterrenbeeld Arend. Het hemelobject werd op 1 september 1872 ontdekt door de Franse astronoom Édouard Jean-Marie Stephan.

## Synoniemen
- MCG -1-52-10
- IRAS 20337-0447
- PGC 65054